# Enōsis

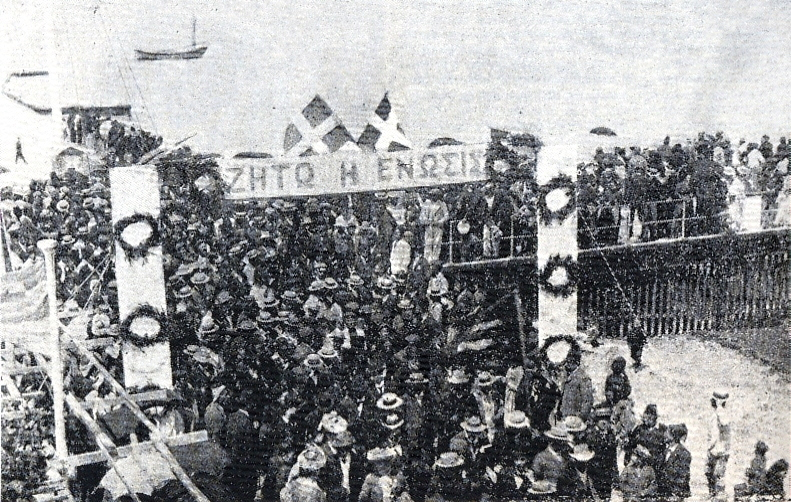
Manifestazione cipriota negli anni '30 in favore dellenōsis

La parola enōsis (in katharevousa ἔνωσις, equivalente al greco demotico ένωση, énōsī, che significa "unione") è utilizzata soprattutto in riferimento all'unificazione di Cipro alla Grecia e si è trasformata in un'idea politica e in un obiettivo della politica estera greca durante gli anni della dominazione coloniale britannica di Cipro (1878-1960).

## Storia
Nel 1864 i Britannici avevano precedentemente ceduto il loro protettorato sugli Stati Uniti delle Isole Ionie, che avevano amministrato per cinquant'anni, al nuovo Regno di Grecia e ciò fu considerato dai sostenitori dell'Enosis un precedente per la cessione di territori ellenici alla Grecia dopo un periodo di amministrazione britannica. Il movimento per l'Enosis guadagnò terreno nel 1940 e negli anni cinquanta.
Nel 1954, su istigazione della guida della comunità greco cipriota, l'arcivescovo Makarios III, la Grecia  sollevò il diritto di autodeterminazione per Cipro alle Nazioni Unite, prevedendo un plebiscito dei ciprioti a favore dell'Enosis. Nel 1955 a Cipro venne formato il movimento di guerriglia EOKA, guidato da Georgios Grivas, a sostegno dell'Enosis. Tuttavia, le trattative fra Grecia, Turchia ed il Regno Unito diedero a Cipro una fragile indipendenza.
Nel 1960 il nuovo presidente cipriota Makarios, precedentemente un sicuro fautore dell'Enosis, preferì seguire una politica estera politicamente più moderata. Durante la campagna presidenziale per le elezioni del 1968, Makarios disse che l'Enosis era "impossibile" mentre l'indipendenza era "possibile".  
Ciò lo separò dagli elementi della linea dura che formarono l'EOKA B e parteciparono al colpo di Stato contro Makarios nel 1974. Il colpo di Stato, che fu patrocinato dal governo militare della Grecia e dalla CIA, fu di breve durata ma innescò l'intervento a Cipro delle forze armate della vicina Turchia, legittimato dal Trattato di Zurigo e Londra del 1960.